# Grammicolepididae
Grammicolepididae är en familj av fiskar. Grammicolepididae ingår i ordningen sanktpersfiskartade fiskar, klassen strålfeniga fiskar, fylumet ryggsträngsdjur och riket djur. Enligt Catalogue of Life omfattar familjen Grammicolepididae 3 arter.
Kladogram enligt Catalogue of Life:
| Grammicolepididae | \| \| Grammicolepis \| \| \| \| \| \| Macrurocyttus \| \| \| \| \| \| Xenolepidichthys \| \| \| \| |
|                   | \| \| Grammicolepis \| \| \| \| \| \| Macrurocyttus \| \| \| \| \| \| Xenolepidichthys \| \| \| \| |
|                   | Cyttidae                                                                                           |
|                   | |
|                   | Oreosomatidae                                                                                      |
|                   | |
|                   | Parazenidae                                                                                        |
|                   | |
|                   | sanktpersfiskar                                                                                    |
|                   | |
|                   | Zenionidae                                                                                         |
|                   | |
|                   | Grammicolepis                                                                                      |
|                   | |
|                   | Macrurocyttus                                                                                      |
|                   | |
|                   | Xenolepidichthys                                                                                   |
|                   | |

|  | Grammicolepis    |
|  |                  |
|  | Macrurocyttus    |
|  |                  |
|  | Xenolepidichthys |
|  |                  |